# Контракционная гипотеза
Контракционная гипотеза (гипотеза контракции) — гипотеза, объясняющая процессы горообразования и образования складчатости земной коры уменьшением объёма Земли при её охлаждении.

## История
Контракционная гипотеза была предложена Жаном-Батистом Эли де Бомоном для объяснения процессов горообразования Земли взамен вулканической гипотезы «кратеров поднятия» фон Буха и Гумбольдта.
Впервые де Бомон изложил контракционную гипотезу в 1829 году в сообщении в Академию Наук Франции, полное изложение контракционной гипотезы и объяснение в её рамках процессов горообразования сделал в труде «Заметки о горных системах» (фр. Notice sur les systèmes des montagnes, 3 vols.), изданном в 1852 году.
Контракционная гипотеза учитывала представления Канта и гипотезу Лапласа о происхождении Солнечной системы из вращающейся туманности; в соответствии с этой гипотезой Земля на начальных стадиях своей эволюции была раскалённым расплавленным шаром и земная кора образовалась при охлаждении его поверхности. При дальнейшем охлаждении Земли, сопровождающимся уменьшением её объёма, должна уменьшаться и площадь её поверхности, что, в свою очередь, должно первоначально вызывать появление неровностей — «морщин» на её поверхности. По мере дальнейшего охлаждения и сокращения объёма Земли механические напряжения коры увеличиваются и в момент, когда они достигают предела прочности горных пород «морщин», происходит их поперечное раздробление, в результате которого боковое давление выжимает складки и каждый поднятый сегмент образует горную систему; в центральную, наиболее ослабленную дроблением область горной системы затем внедряются из глубин магматические массы.
Контрактационная гипотеза объясняла зональность горных массивов и повторяемость эпизодов горообразования по мере дальнейшего сжатия, сопровождающегося повторным ростом механических напряжений в коре. Эли де Бомон связал эти эпизоды со сменами ископаемых фаун и флор в рамках эволюционной теории катастроф Жоржа Кювье. Анализируя расположение горных систем, де Бомон пришёл к выводу, что горные системы отвечают большим кругам земного шара, а распределение горных систем привязано к 15 большим кругам, соответствующим рёбрам вписанного в земной шар икосаэдра.
В основу гипотезы легла аналогия с печёным яблоком, которое за счёт усыхания покрывается множеством морщин. Создатели гипотезы полагали, что складчатые системы на Земле аналогичны таким морщинкам.
С самого своего появления контракционная теория подверглась жёсткой критике. Даже на уровне знаний XVIII века было очевидно, что сжатия Земли в результате остывания совершенно не достаточно для того, чтобы воздвигнуть существующие горные системы. Однако внутренняя логичность гипотезы и трудности альтернативных теорий позволили ей очень долго быть одной из основных геодинамических концепций.
В различных формах контракционная гипотеза участвовала в разновидностях теории геосинклиналей. Теория геосинклиналей предполагала, что развитие складчатой области начинается с образования прогиба, в котором накапливается большой объём осадков, а затем прогиб сжимается и происходит горообразование. Контракционная гипотеза объясняла эту последовательность событий тем, что за счёт уменьшения объёма Земли её поверхность лопается (происходит растяжение и образуется прогиб), а затем, при последующем уменьшении объёма, место разрыва оказывается самым слабым и именно на этом месте происходит складчатость. Таким образом контракционная теория и концепция геосинклиналей взаимно дополняли друг друга и стали базовым представлением о земных геологических процессах.
Однако с накоплением знаний стали выявляться факты, которые не могла объяснить ни теория геосинклиналей, ни контракционная гипотеза. Эти противоречия привели к появлению теории тектоники плит. Теория геосинклиналей оказалась несостоятельной. То, что назвалось геосинклиналями, оказалось множеством разнотипных объектов. Контракционную гипотезу ждала иная судьба. Во-первых, несомненно, Земля остывает и значит сжимается, то есть рациональное зерно в гипотезе, конечно, есть, однако роль контракции в тектонических движениях скорее всего небольшая (но до сих пор неопределённая). Однако большинство исследователей полагают, что если такие изменения и были, то не особо масштабные.
С появлением тектоники плит появился ряд теорий, пытавшихся иначе объяснить лежащие в её основе факты: разрастание океанического дна от срединных хребтов, погружение океанической коры в зонах субдукции. В основу некоторых таких теорий опять легли представления о сжимающейся Земле. Было предложено не остывание Земли (очевидно недостаточное для объяснения масштаба тектонических движений), а разложение металлогидратов, которые разрушаются с выделением большого количества воды и уменьшением объёма. Однако и эта теория не снискала популярности — тектоника плит успешно объяснила все основные факты и заняла место современной парадигмы в геологических науках.
Однако и сегодня к контракционной гипотезе могут обращаться для объяснения рельефа Меркурия и Луны.